# 옥천 예곡정사
옥천 예곡정사(沃川 藝谷精舍)는 충청북도 옥천군 청산면에 있는 조선시대의 건축물이다. 2009년 12월 28일 옥천군의 향토유적 제2009-3호로 지정되었다가, 2011년 11월 4일 충청북도의 문화재자료 제86호로 지정됨에 따라 2012년 4월 5일 향토유적 지정이 해지되었다.

## 개요
예곡정사는 조선 숙종 6년(1680년) 광산김씨 김광로 선생이 낙향하여 후학 양성을 위한 정사로 축조한 것이나 나중에 문중에서 재실로 사용하여 오늘에 이른 것이다. 하예곡 마을 뒤편에 풍수지리학으로 길지에 자리하고, 씨족 마을의 구성과 이웃에 진사댁 등 전통마을의 모습을 간직하고 있다.
고직사는 홑처마 팔작지붕의 건축물로 목구조의 치목이 자연스럽게 표현되어 있고, 전반적으로는 원형을 유지하고 있어 건축자료로써 보존할 가치가 있다. 특히 정사와 고직사 사이에 창고가 있는데 상량에 1888년으로 기록되어 건물의 연혁을 밝혀주는데 중요한 역할을 하고 있다.

## 참고 자료
- 옥천 예곡정사 - 국가유산청 국가유산포털